# André Schürrle
André Horst Schürrle, nemški nogometaš, * 6. november 1990, Ludwigshafen, Nemčija.
Z nemško reprezentanco je osvojil naslov svetovnega prvaka v nogometu leta 2014 v Braziliji in bronasto medaljo na evropskem prvenstvu leta 2012 v Ukrajini.